# James Harris, 1:e earl av Malmesbury

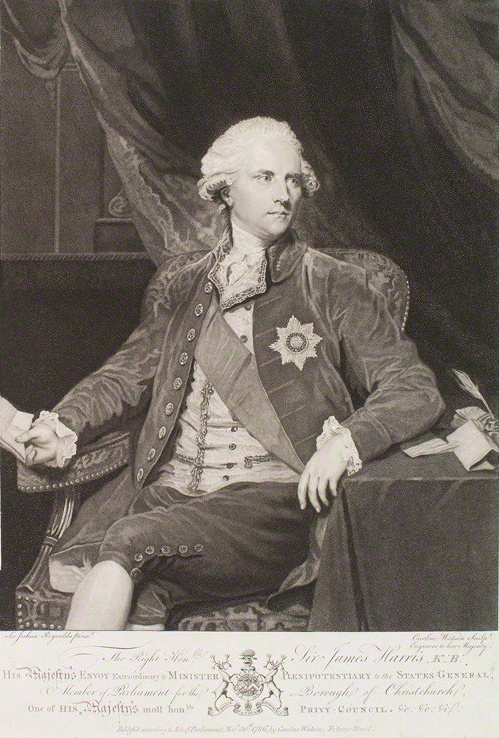
James Harris, 1:e earl av Malmesbury

James Harris, 1:e earl av Malmesbury, född den 21 april 1746 i Salisbury, död den 21 november 1820, var en engelsk diplomat. Han var son till författaren James Harris och farfar till James Harris, 3:e earl av Malmesbury.
Harris blev 1768 ambassadsekreterare och 1769 chargé d'affaires i Madrid samt uppträdde vid flera tillfällen trots sin ungdom med mycket framgångsrik skärpa mot spanska regeringen. Harris var 1772-76 minister i Berlin och 1777-83 ambassadör i Sankt Petersburg. Han sändes 1784 som minister till Haag för att stödja prinsen av Oranien mot republikanska intriger och blev ambassadör där 1788.
Harris lyckades 1788 åstadkomma en allians mellan England, Nederländerna och Preussen. Till belöning upphöjdes han samma år till peer (Baron Malmesbury). Harris, som sedan 1770 var medlem av underhuset och tillhört Fox allra närmaste vänner inom Whigpartiet, bröt 1793 med denne till följd av hans förkärlek för franska revolutionens idéer, varigenom Whigpartiet för en tid splittrades i en konservativ och en radikal fraktion. 
År 1794 hemförde Harris från Braunschweig prinsens av Wales brud, prinsessan Karolina, och var alltsedan dess föremål för den motvillige makens ovilja. Han underhandlade 1796 och 1797 utan resultat med franska direktoriet, men drog sig sedan till följd av tilltagande dövhet tillbaka från den diplomatiska banan, dock tid efter annan verksam som enskild rådgivare åt regeringen, särskilt åt Canning. 
År 1800 blev han earl av Malmesbury. Harris gällde för att vara en av sin samtids skickligaste diplomater och prisas som sådan av bland andra Talleyrand.